# Дуб Янати
Дуб Янати — ботанічна пам'ятка природи місцевого значення, знаходиться в Подільському районі м. Києва у провулку Золочівському, 4. Заповідана у листопаді 2010 року (рішення Київради від 23.12.2010 № 415/5227).

## Назва
Дуб названий на честь українського агронома і ботаніка Олександра Янати (1888—1938), дійсного члена АН УРСР і НТШ, одного з організаторів заповідників Конча-Заспа та Канівський.

## Опис
Дуб Янати являє собою дуб черещатий віком більше 350 років. Висота дерева 20 м, на висоті 1,3 м це дерево має 4 м в охопленні.

## Галерея

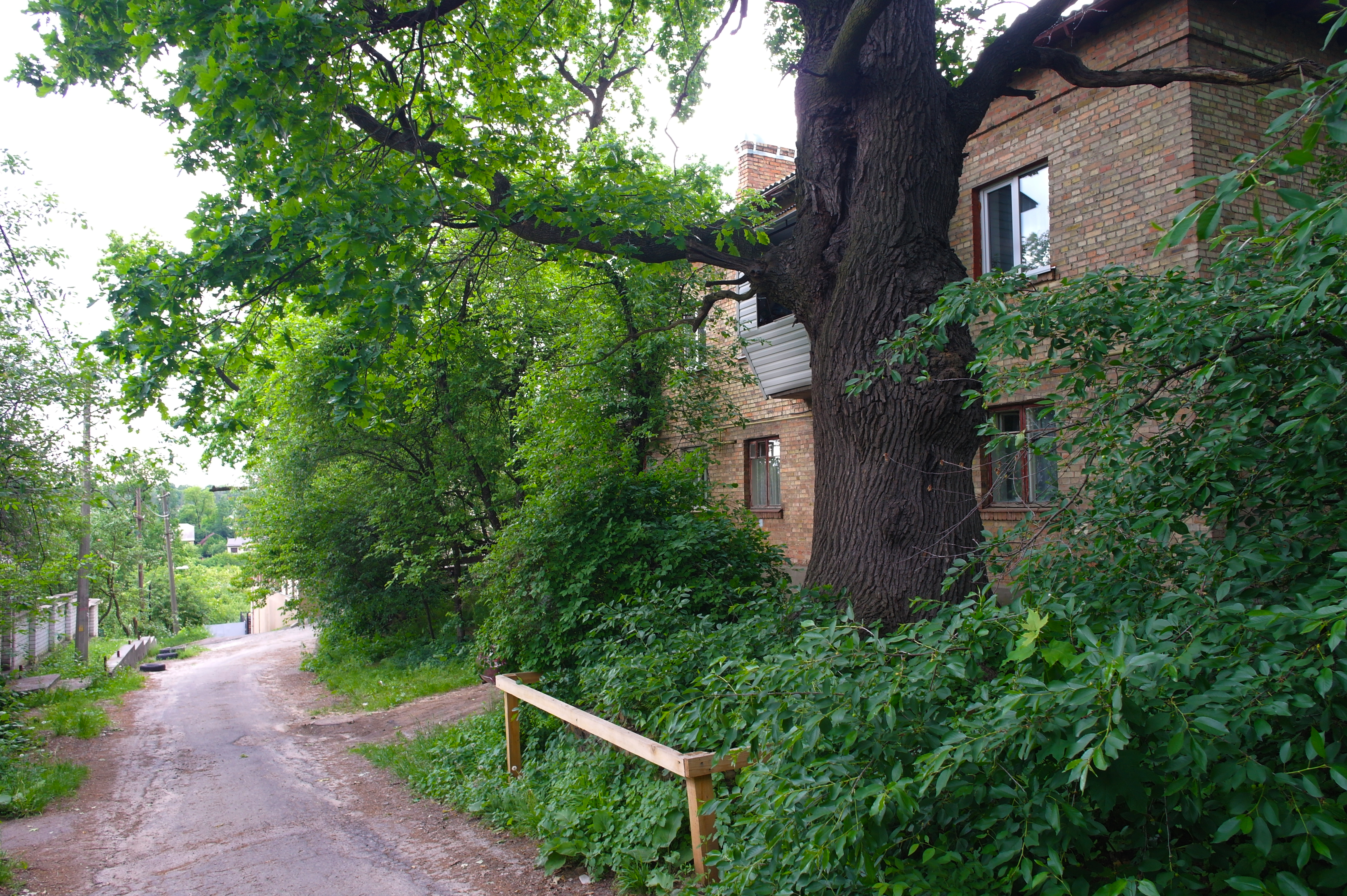
Дуб Янати (травень 2018)
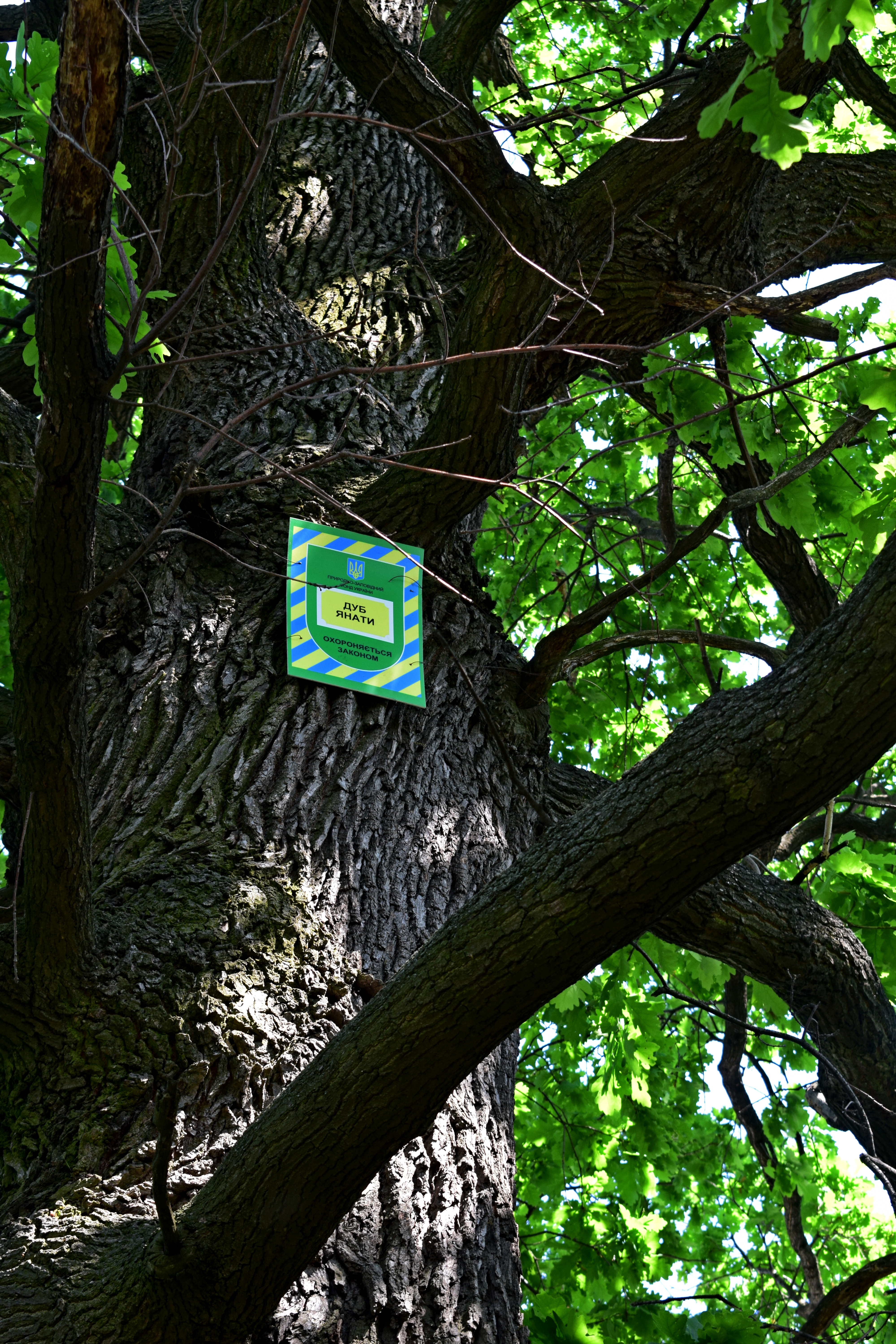
Дуб Янати (травень 2018)
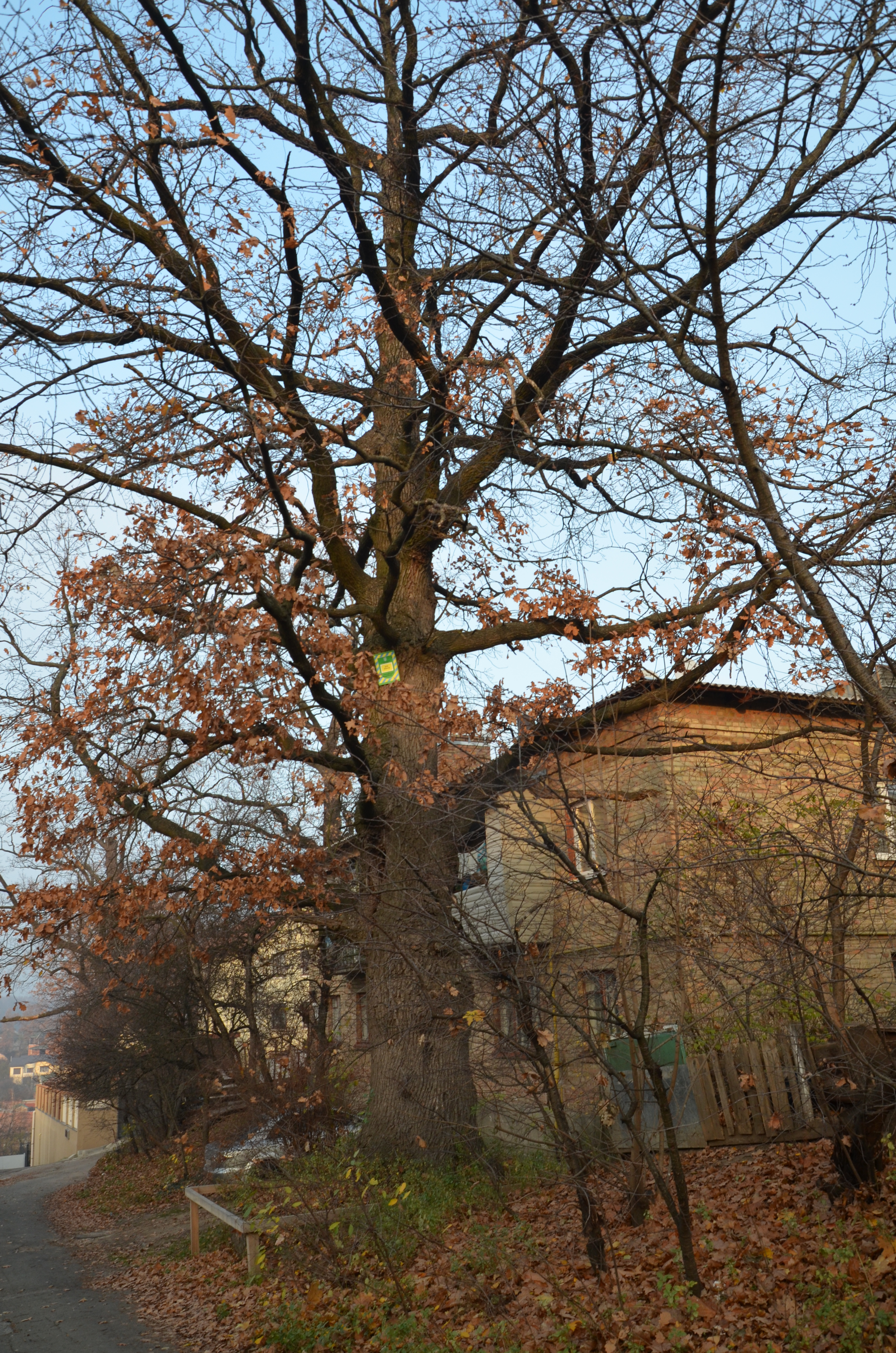
Дуб Янати (листопад 2018)